# Гельксгайм
Гельксгайм (нім. Gelchsheim) — громада в Німеччині, розташована в землі Баварія. Підпорядковується адміністративному округу Нижня Франконія. Входить до складу району Вюрцбург. Складова частина об'єднання громад Ауб.
Площа — 15,75 км2. Населення становить 802 ос. (станом на 31 грудня 2020).